# Karl Herwig
Karl Herwig (* 25. Juli 1895 in Wesselburen; † 20. Januar 1967) war NSDAP-Bürgermeister der Städte Wesselburen und Heide (Holstein) und SS-Oberführer.

## Leben
Karl Hinrich Herwig wurde am 25. Juli 1895 als Sohn von Engelhard Herwig in Wesselburen geboren. Herwig besuchte kurze Zeit die Oberrealschule in Heide und verließ die Schule ohne Abschluss.
Ab dem 21. September 1914 war Herwig Soldat im Ersten Weltkrieg, am 6. Oktober 1917 wurde er zum Gefreiten befördert. Am 30. November 1918 wurde er nach Heide versetzt. Die Entlassung aus dem Militärdienst erfolgte am 19. Februar 1920. 1919 heiratete Herwig Elly Peters, mit der er drei Kinder hatte. Von Beruf war er Maschinenschlosser, benutzte aber die nicht geschützte Berufsbezeichnung Ingenieur. Von 1925 bis 1927 war Herwig Mitglied beim Stahlhelm. Zum 1. September 1928 trat er in die NSDAP (Mitgliedsnummer 97.428) und im selben Jahr in die SA ein und übernahm 1929 die Leitung der Ortsgruppe der NSDAP in Wesselburen. Er zog bei der Kommunalwahl 1929 für die NSDAP in den Stadtrat ein und wurde stellvertretender Bürgermeister von Wesselburen.
1930 wurde Herwig Mitglied der SS (SS-Nummer 5.447). Von 1932 bis 1945 leitete er die SS-Standarte 53. 1932 wurde er kommissarischer Bürgermeister von Wesselburen, zum 1. April 1933 wurde ihm offiziell dieses Amt übertragen. Am 1. April 1933 erschien auch ein Aufruf zum Boykott jüdischer Geschäfte im Dithmarscher Boten, unter dem Herwigs Name stand. Eine Gruppe von SA- und SS-Männern unter der Führung von Herwig besetzte mit geladenen Karabinern am 13. März 1933 das Rathaus in Büsum und enthob den Büsumer Bürgermeister Otto Johannsen seines Amtes. Johannsen hatte am 7. März 1933 die Herausgabe der schwarz-rot-goldenen Fahne an SA-Männer verweigert.
Am 22. Januar 1934 wurde Herwig als Bürgermeister entlassen, da er die Verhaftung von vier SS-Leuten verhinderte, die ein Mitglied des Tannenbergbundes überfallen hatten. Nach zwei Tagen wurde er jedoch wieder als Bürgermeister von Wesselburen eingesetzt.
Anlässlich der Verlegung des Sitzes der SS-Standarte 53 nach Heide wurde Herwig nach einem Bittbrief an Heinrich Himmler auch zum Bürgermeister von Heide (Holstein) eingesetzt und löste damit Hermann Hadenfeldt vorzeitig ab. 1937 übernahm Herwig zusätzlich die neu gegründete SD-Außenstelle Heide.
Von Oktober bis Dezember 1940 war er für die Einwandererzentrale in Rumänien tätig. Die Einwandererzentralstelle organisierte die Umsiedlung von Volksdeutschen nach Rumänien. Am 30. Januar 1941 wurde er von Himmler zum SS-Oberführer befördert.
Im Mai 1941 verschickte Herwig Einladungen zur Hinrichtung des Zwangsarbeiters Stefan Slowinski in Norderwurth. Der Pole wurde des Verhältnisses mit einer Deutschen bezichtigt. Zeitzeugen berichteten, dass „Karl Herwig auf der Hinrichtungsstätte das Gefühl der Macht über Leben und Tod mit Nachdruck zur Schau stellt.“ Wer juristisch für die Hinrichtung verantwortlich war, ist nicht geklärt worden.
Im Rahmen der Aktion Gewitter nach dem gescheiterten Umsturzversuch vom 20. Juli 1944 wies Herwig den Stadtdirektor an, eine Liste von ehemaligen Vertretern der Linksparteien zu erstellen. Die drei Sozialdemokraten Auguste Ebeling, Thord Jibsen und Emil Schmekel und der Kommunist Erich Böhlig wurden daraufhin verhaftet. Nur Ebeling und Jibsen überlebten. Schmekel starb im KZ Bergen-Belsen, Erich Böhlig auf der Cap Arcona.
Vom 10. Mai 1945 bis zum 24. November 1947 befand Herwig sich in Internierungshaft. Die Spruchkammer Bielefeld verurteilte ihn am 17. November 1947 zu neun Monaten Gefängnis und 2000 RM Geldstrafe, „weil er nach dem 1.9.1939 der SS und dem SD angehört hat, obwohl er wusste, dass diese Organisationen für die Begehung von Handlungen benutzt wurden, die durch Art. VI der Satzungen des Internationalen Militärgerichts für verbrecherisch erklärt worden sind.“
Die Heider SPD gab in dem Ermittlungsverfahren der bundesdeutschen Behörden über Herwig die folgende Stellungnahme ab: „Es ist der Partei bekannt, dass Karl Herwig in Heide und im Kreise Norderdithmarschen als Aktivist übelster Sorte gilt.“ Die II. Strafkammer des Landgerichts Flensburg verurteilte Herwig am 4. Juli 1948 wegen Verbrechen gegen die Menschlichkeit zu einem Jahr Gefängnis. Zehn Monate dieser Strafe galten aber durch die Untersuchungs- und Internierungshaft als verbüßt.